# توربال پلنگی
توربال پلنگی (نام علمی: Cethosia cyane) گونه‌ای پروانه است که در زیر خانواده کشیده‌بالان قرار دارد. زادگاه این پروانه از هند تا جنوب چین و هندوچین گسترده است.